# Hendra Setiawan
Hendra Setiawan (Pemalang, 25 agosto 1984) è un giocatore di badminton indonesiano, vincitore della medaglia d'oro ai Giochi olimpici di Pechino 2008, nel doppio.

## Palmarès
- Giochi olimpici

Pechino 2008: oro nel doppio.
- Campionati mondiali di badminton

2007 - Kuala Lumpur: oro nel doppio.
2010 - Parigi: bronzo nel doppio.
2013 - Canton: oro nel doppio.
2015 - Giacarta: oro nel doppio.